# 海龜逃脫裝置

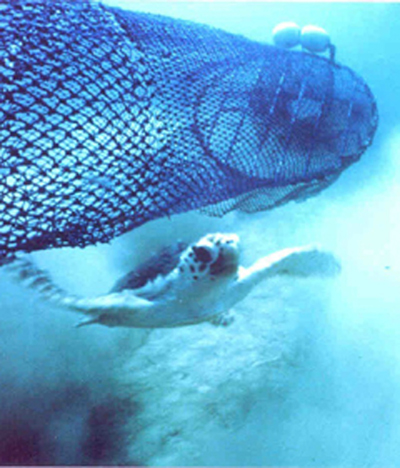
海龜從捕蝦網逃脫透過海龜逃脫裝置(TED)

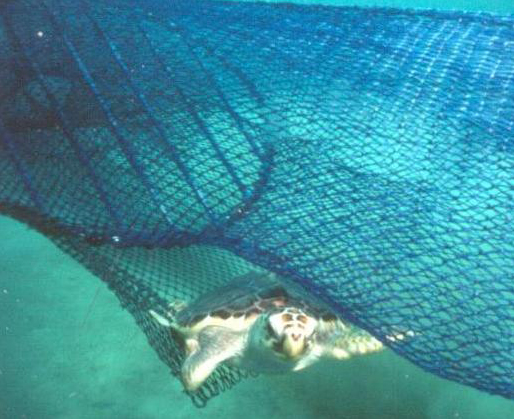
蠵龜 透過TED離開漁網

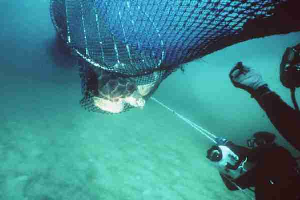
蠵龜 透過TED離開漁網

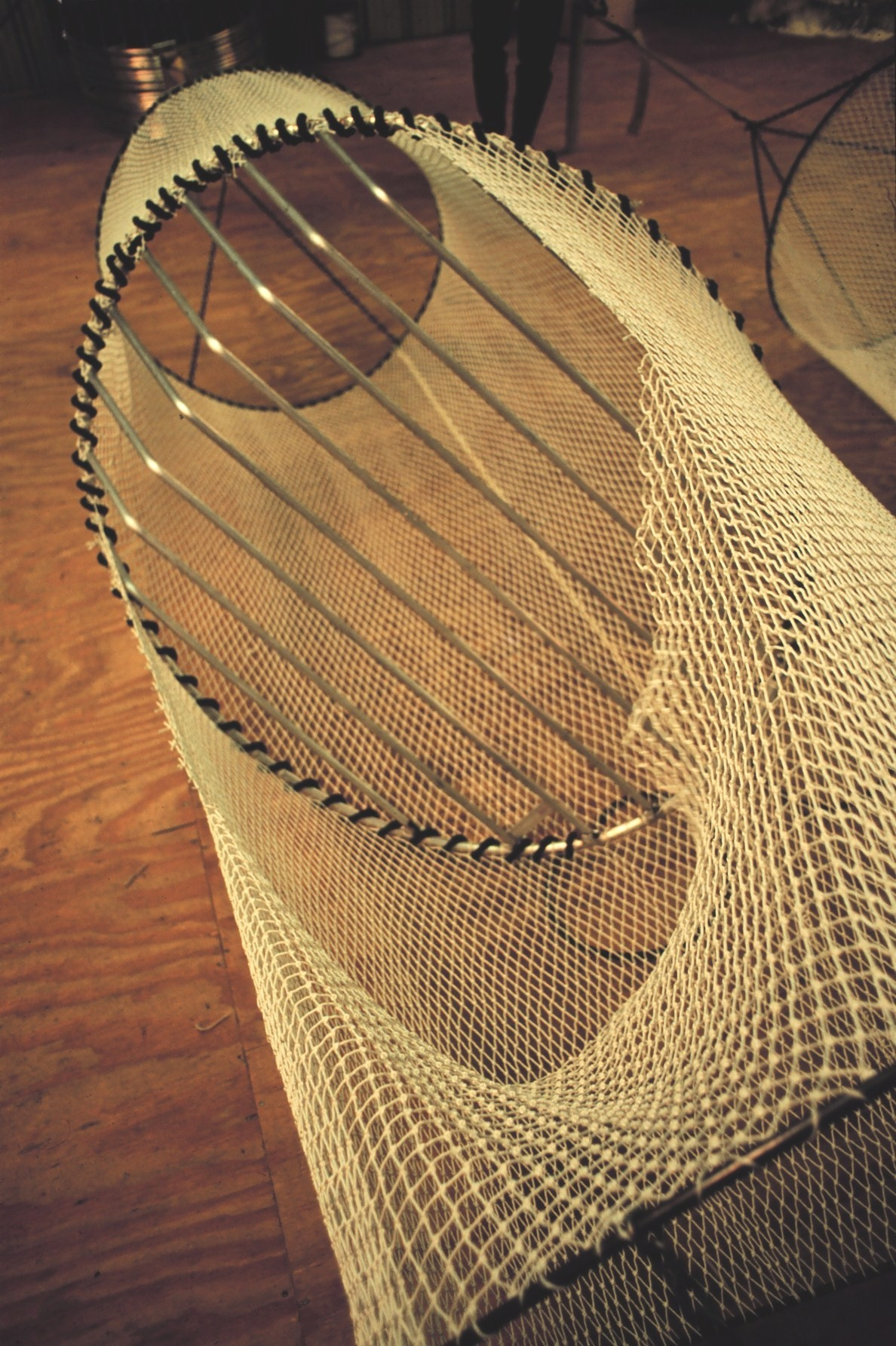
商用TED的樣品

海龜逃脫裝置（turtle excluder device）或簡稱TED，是一種特殊專用裝置，使得被漁網捕獲的海龜得以逃脫。
捕蝦業者為了撈蝦，經常會使用細網目的拖網進行底拖網捕撈，儘管其目的是捕撈蝦類，但海龜和其他海洋生物可能被當作混獲（英語：Bycatch）一同捕撈上來。海龜是肺呼吸的生物，無法長時間待在水下，當海龜受困或纏繞在拖網中，會因為無法回到海面呼吸，最終缺氧溺死。

## 歷史
TED是由當時在NOAA工作的Wil Seidel於70年代發明的。一些反對使用TED的理由是因為這會使得漁民減少蝦子或其他目標物種的捕獲量。
1987年，美國要求所有拖網捕蝦船在他們的網上安裝海龜逃脫裝置，緊接下來的兩年後，實施了蝦子-海龜保護法條(shrimp-turtle law)，其法條規定所有國家進口至美國的蝦子，必須證明捕撈他的網子有安裝海龜逃脫裝置，因為不能保證有使用海龜逃生裝置的國家也同時禁止出口。

1996年，印度政府提出關於修改傳統TED的提案，他們稱之為TSDs(海龜保護裝置 TurtleSaving Devices)，並提供當地漁民使用。這是為了因應於築巢於奧里薩(Odisha)的麗龜(olive ridley sea turtle)數量逐漸下降的情況。除了較少通道外，TSD幾乎與標準的TED沒什麼不同。這使得通道與通道間的距離增加，更大量的蝦或魚能通過TSD進入漁網。

即使在美國，使用TED的情況仍然不普及。截至2010年6月，路易斯安那州仍然妨礙海上執法人員強制實施TED和拖船時間限制。

## 機制
其中一種海龜逃脫裝置是架設在底拖網的頸部，由金屬柵欄組成，柵欄周遭有逃生孔，可供動物逃脫。當鯊魚、魟魚和海龜等較大的海洋生物誤入底拖網時，TED的金屬柵欄會阻擋牠們進入底拖網深處，但同時允許蝦類和小型魚類通過柵欄間隙，TED呈現30° 至 50° 之間傾斜角度，這使得TED能利用水流將受困的大型海洋動物引導至逃生孔，並順利逃出底拖網。
TED有各種不同設計可供選擇，它們能減少接近100%海龜捕獲量，而且還使魟魚和鯊魚等板鰓類生物的捕獲量減少約 20% 至 100%。 然而在現場，海草或其他碎屑降低了TED的效果，因為可能會擋住逃生孔。 此外，TED也很容易被非法改造，使捕魚效率提高，但降低了海龜的逃生機率。

## 失敗和缺點
雖然海龜逃離裝置已經在減少誤抓的海龜所受到的傷害的方面有所成功，但它仍然有些失敗和缺點。
人們已經認識到較大的海龜，主要是蠵龜和革龜，因為體型過於巨大而無法穿過大部分安裝於TED的逃生通道。
這些海龜仍然會被困在漁網中，然後死亡。美國於2003年試圖立法，以增加裝置中逃生通道的尺寸來解決這個問題。

由於TED會降低網子的捕獲效率，造成一些魚獲量的損失，因此很難要求TED符合規範。以每艘船為單位的話，海龜甚少被誤捕，在墨西哥灣每322.5小時才有一隻海龜被捕獲，這成了拖網漁船欺騙的動機。也可以使用簡單的打結來關閉海龜逃生口，來消除捕獲損失。當船隻返回港口時，綁帶就被鬆開，從而逃過執法人員的檢測，但是卻在拖網作業時使得海龜置於危險當中。根據推測，2010年6月和7月間，在墨西哥灣看到死亡的海龜量達到高峰，就是捕蝦船利用了海灣石油洩漏造成的海洋執法鬆散。
由於水中有許多碎屑，偶爾會使得TED失去作用。因為當TED被碎屑堵塞時，它將不能在有效的捕獲魚獲或者使海龜逃生。例如2008年9月，在Gustav和Ike兩個颶風襲擊過後，國家海洋漁業局(NMFS)允許臨時用「減低拖網時間」來代替TED。船隻被限制從拖網門進入水中直到從水中取回的時間在55分鐘內。於2010年6月，更進一步限制，縮短在30分鐘內。 然而，船隻沒有裝備可以用來記錄拖曳時間，因此沒有有效的方法可以限制時間。

## TTED
TTED(垃圾和海龜排除裝置 Trash and Turtle Excluder Device)，是TED最近的改良，可以排除除了海龜以外的誤捕。TTED減少了分類時間，或者由於誤捕了鯊魚或是魟魚而造成傷害的風險，蝦子也因為不會在拖網底部被壓碎而提高品質，同時還能減少船隻的油料消耗。
TTED是多年研究的結晶。是歐盟和DIREN(區域環境局Regional Environmental Authorities)提供資金，由世界自然基金會(WWF)委託IFREMER(法國海洋開發研究所French Research Institute for Exploitation of the Sea)進行的一項研究，以確定哪種具選擇性的漁具最適合法屬圭亞那(French Guiana)的捕魚條件。
在蝦船的拖網機上，以實驗的方式進行初步的試驗。在這項實驗過後，捕蝦業者希望繼續這些實驗並且想參與更多。世界自然基金會(WWF)與法屬圭亞那地區漁業和海洋農業委員會(CRPMEMG)開始密切合作，以測試和開發最適合法屬圭亞那船隊的漁具。

在NOAA和IFREMER的技術支持下，CRPMEMG與法屬圭亞那船隊密切合作，在海上試驗中進行了大量的測試。測試了一些特定的參數，例如選擇網格和通道之間的形狀和間距。這些試驗使得蝦拖網漁船隊和船員更加了解這些選擇性漁具的優勢，以及在法屬圭亞那使用他們的好處。根據最後的實驗結果和許多船長的建議，CRPMEMG決定在2010年1月頒發年度捕撈許可證的同時，強制使用這個TTED系統。不過許多船長早在2010年1月之前就已經在拖網漁船上使用TTED裝置了。
TTED由CRPMEMG和漁民在NOAA、IFREMER、法國農業和漁業部、Région Guyane、歐洲漁業基金會(FEP)和世界自然基金會(WWF)的協助下開發。

## 其他相關
- 哺乳類和鳥類逃脫裝置（英语：Mammals and Birds Excluder Device）

## 其他參考
- Lee, Scott.  (PDF). USA: Sea Turtle Restoration Project. 1999  [2017-01-02]. （原始内容存档 (PDF)于2016-03-03）.
- . Wildlife: Issues Facing Wildlife. The Humane Society of the United States. 2007  [2007-09-01]. （原始内容存档于2007-09-30）.
- . Fisheries: Office of Protected Resources. U. S. National Oceanographic Atmospheric Administration. 2007  [2007-09-01]. （原始内容存档于2016-04-12）.
- (Book). USA: National Academy Press. 1990.